# Никольский сельский совет (Полтавская область)
Никольский сельский совет (укр. Микільська сільська рада) — входит в состав
Полтавского района
Полтавской области
Украины.
Административный центр сельского совета находится в 
с. Никольское.
В 2018 году сельсовет ликвидирован, а все населенные пункты переподчинены Терешковский сельский совет (Полтавский район)

## Населённые пункты совета
- с. Никольское
- с. Безручки
- с. Бузовая Пасковка
- с. Вацы
- с. Зенцы
- с. Кашубовка
- с. Клюшники
- с. Курилеховка
- с. Малое Никольское
- с. Марковка
- с. Цибули